# Луки (Житомирская область)
Луки (укр. Луки) — село на Украине, основано в 1950 году, находится в Малинском районе Житомирской области.
Код КОАТУУ — 1823481401. Население по переписи 2001 года составляет 348 человек. Почтовый индекс — 11654. Телефонный код — 4133. Занимает площадь 1,851 км².

## История
В 1946 году указом ПВС УССР село Дерманка переименовано в Луки.

## Адрес местного совета
11654, Житомирская область, Малинский р-н, с. Луки